# 277 Dywizja Piechoty ’40 (III Rzesza)
277 Dywizja Piechoty (niem. 277. Infanterie-Division) – niemiecka dywizja z czasów II wojny światowej, sformowana w Monachium na mocy rozkazu z 22 maja 1940 roku, w 10. fali mobilizacyjnej w VII Okręgu Wojskowym.

## Struktura organizacyjna
- Struktura organizacyjna w maju 1940 roku:

553., 554. i 555. pułk piechoty, 277. oddział artylerii, 277. kompania pionierów, 277. kompania przeciwpancerna, 277. komapania łączności;

## Dowódca dywizji
- Generalleutnant Karl Graf 15 VI 1940 – 22 VII 1940;

## Szlak bojowy
Dywizja przez cały okres swojego istnienia przebywała w macierzystym okręgu wojskowym. Z chwilą podpisania kapitulacji przez Francję, jednostkę rozwiązano na mocy rozkazu z 19 lipca 1940 roku.